# السيدة تشيني (فلم 1929)
السيدة تشيني (بالإنجليزية: The Last of Mrs. Cheyney) فيلم كوميدي أمريكي، انتج عام 1929 من إخراج سيدني فرانكلين وبطولة نورما شيرر، بازل راثبون. وقصته مقتبسة عن مسرحية تحمل ذات الأسم لـ فريدريك لونسديل.

## روابط خارجية
- مقالات تستعمل روابط فنية بلا صلة مع ويكي بيانات